# Vothylakas/Derince
Derince (griechisch Βοθύλακας Vothylakas) ist ein Dorf auf der Karpas-Halbinsel im Norden der Mittelmeerinsel Zypern und liegt im Distrikt İskele der Türkischen Republik Nordzypern. 2011 hatte der Ort 488 Einwohner.

## Geographie
Derince liegt auf der Karpas-Halbinsel, auf der Hauptstraße zwischen İskele und Dipkarpaz. 

## Geschichte
Derince war vor der Besetzung des Norden Zyperns durch türkische Streitkräfte von Zyperngriechen bewohnt. Bei der Volkszählung 1960 wurden 509 Zyperngriechen gezählt, 1973 waren es 503. Diese flohen nach dem Einmarsch in den Süden Zyperns. 
Heute ist Derince, das seinen Namen von einer Zigarettenmarke erhielt, durch türkische Siedler, die aus Adana, Gaziantep, Mersin und Osmaniye in den Türkischen Föderativstaat von Zypern siedelten bewohnt. 1978 zählte man in Derince 493 Zyperntürken, 2011 waren es 488.